# Sergio Sebastiani
Sergio Sebastiani (Montemonaco, 11 de Abril de 1931 – Roma, 16 de janeiro de 2024) foi um Cardeal da Igreja Católica italiano, actual Presidente Emérito da Prefeitura dos Assuntos Econômicos da Santa Sé.

## Biografia
Estudou no Seminário Episcopal de Ascoli Piceno, no Seminário Arquiepiscopal de Fermo, na Pontifícia Universidade Gregoriana, onde obteve a licenciatura em teologia e na Pontifícia Universidade Lateranense, ambas em Roma, onde obteve o doutorado em direito canônico.
Foi ordenado sacerdote em 15 de Julho de 1956 pelo Arcebispo Norberto Perini, Arcebispo de Fermo. Depois, foi estudar na Pontifícia Academia Eclesiástica de Roma (diplomacia). Ao entrar para o serviço diplomático da Santa Sé, em 1960, foi nomeado secretário da nunciatura no Peru, onde ficou até 1962, quando foi transferido para a nunciatura no Brasil, onde ficou até 1966. Na sequência, foi nomeado auditor na nunciatura no Chile, até 1967. Convocado ao Vaticano como secretário dos cardeais Amleto Giovanni Cicognani e Jean Villot, secretários de Estado, posteriormente tornou-se chefe do secretariado do Substituto do Secretário de Estado, cargo exercido até 1974, época em que se tornou Prelado de Honra.
Em 27 de Setembro de 1976 foi nomeado Núncio Apostólico em Madagáscar e na Mauritânia, tendo sido ordenado Arcebispo-titular de Cesareia na Mauritânia a 30 de Outubro de 1976, na Basílica de São Pedro, tendo como sagrante ao Cardeal Jean-Marie Villot, que então ocupava os cargos de Secretário de Estado da Santa Sé e Camerlengo e detinha o título de Cardeal-Bispo de Frascati, auxiliado por Duraisamy Simon Lourdusamy, arcebispo-emérito de Bangalore e por Cleto Bellucci, arcebispo de Fermo. Em 8 de Janeiro de 1985 foi nomeado Núncio Apostólico na Turquia.
Em 15 de Novembro de 1994 Sergio Sebastiani deixa a carreira diplomática para passar a integrar a Cúria Romana, tendo sido nomeado Secretário do Comitê para o Grande Jubileu de 2000. Em 3 de Novembro de 1997 foi nomeado Presidente da Prefeitura dos Assuntos Econômicos da Santa Sé, cargo que ocupou até 12 de Abril de 2008, data em que renunciou.
Em 21 de Janeiro de 2001, foi anunciada a sua criação como cardeal pelo Papa João Paulo II, no Consistório de 21 de Fevereiro, em que recebeu o barrete vermelho e o título de Cardeal-diácono de Santo Eustáquio.
Em outro consistório, este no dia 21 de Fevereiro de 2011, o Papa Bento XVI o elevou de cardeal-diácono a ordem de cardeal-presbítero, mantendo seu título pro hac vice.
Atualmente é o Cardeal protetor e guia espiritual da Ordem Soberana e Militar Hospitalária de São João de Jerusalém, de Rodes e de Malta.
Sebastiani morreu em 16 de janeiro de 2024, aos 92 anos

## Conclaves
- Conclave de 2005 - participou da eleição de Joseph Ratzinger como Papa Bento XVI.
- Conclave de 2013 - não participou da eleição de Jorge Mario Bergoglio como Papa Francisco, pois perdeu o direito ao voto em 11 de Abril de 2011.